# Swisztow
Swisztow (bułg. Свищов) – miasto w Bułgarii (Obwód Wielkie Tyrnowo); nad Dunajem; 34 tys. mieszkańców (2006). W 1984 r. honorowym obywatelem miasta został Polak Stefan Parnicki-Pudełko.

## Miasta partnerskie
- Alexandria, Rumunia
- Bijelo Polje, Czarnogóra
- Wełes, Macedonia Północna
- Zimnicea, Rumunia
- Prijepolje, Serbia
- Taizhou, Chińska Republika Ludowa
- Krzemieńczuk, Ukraina
- Barcelos, Portugalia
- Ismailia, Egipt
- Hrubieszów, Polska